# 교육받은 야만인
공병효의 〈교육받은 야만인〉은 교육을 주제로 한 지두 크리슈나무르티와의 대화록이다. 교육받은 야만인에서 말하는 교육은, 교육받은 사람이 자신의 사고과정에 충분히 깨어있지 않으면 자유롭지 못하다고 하였다. 자유로부터 시작되지 않은 교육의 결과는 사회적 혼란과 무질서에서 벗어날 수 없다는 것이다. 자유가 없는 교육에서 인간의 행동은 사고와 일치하지 않는 심리적 분열과 갈등으로 사회적 혼란과 폭력을 가져온다고 말한다.
교사의 교육할동에서 가장 중요한 것은 자유이다. 자유는 모든 교육활동과 인간관계의 출발이지 목적이 아니라는 것을 밝힌〈교육받은 야만인〉은 전통적인 교육론과는 전혀 다른 교육대화록이다.
공식적인 교육에서는 자유가 제한되거나 상대적인 자유로, 교육 본래의 기능인 개인의 완성을 실현하지 못한다는 것이다. 교육의 근본적인 한계는 자유를 이해하지 못하는 데 있다고 말한다. 교육과 인간의 폭력성이 공존할 수 없다는 사실을 통찰할 때, 교사는 올바른 교육활동이 가능하며, 동시에 이 세계는 인간의 야만성에서 벗어날 수가 있다는 것을 밝혀놓고 있다.

## 교육과 자유
지두 크리슈나무르티는 교육에서 ‘반항과 불만’은 자유에 이르는 중요한 수단이라고 하였다.  그 불만과 반항은 감정에 따른 단순한 불만과 반항이 아니라, 편견이 배제된 존재에 대한 근원적인 불만과 반항이라는 것이다. 그러한 불만과 반항을 지두 크리슈나무르티는 〈진정한 불만〉, 〈천성적인 반항〉이라고 불렀다. 진정한 불만과 천성적인 반항으로부터 자유를 이해하는 능력을 일깨우는 것이 교육의 기능이라고 하였다.
인간의 경험과 생각은 심리적으로 기억된 조건으로, 두뇌의 반응을 언제나 제한한다고 하였다. 그렇게 제한된 반응은 인식의 한계와 불안을 가져오며, 동시에 만족을 추구하는 욕망과 심리적 분열에 의하여 자유를 상실하게 된다고 하였다.
《교육받은 야만인》에서 말한 일반적인 불만과 반항은 경쟁과 폭력을 가져온다고 하였다. 그러나 진정한 불만과 천성적인 반항은 어떠한 형태로든 창조적 에너지가 억압되거나 개인의 자유가 유보될 때 일어난다고 하였다. 그리하여 진정한 불만과 천성적인 반항은 자유에 이르는 수단이라고 한 것이다. 진정한 불만과 천성적 반항은 심리적 분열에 의한 선택과 판단에 따른 감정의 낭비가 없이 통찰할 수 있는 것으로, 그것은 비폭력적이라고 하였다.

## 교육과 권위
권위는 해당되는 시대의 개인과 집단간에 서로 인정하고 타협되는 정당성을 획득한 문화적 지배가치이다. 권위의 궁극적인 근거는 공인으로써, 이를 지지하는 집단에 따라서 권위의 형태는 다양하게 나타난다. 권위에 대한 인간의 태도에는 네 가지가 있다. 첫째, 전통적인 가치를 근본으로 하는 권위에 대하여 아무런 비판도 가하려 하지 않고, 맹목적으로 그것을 숭배하는 태도로, 이러한 태도가 지배적이면 사회는 고정되고 정체하여 진보가 이루어지지 않는다. 둘째, 일체의 권위를 모조리 부정하려 하는 태도로 무정부주의가 바로 그것이다. 셋째, 합리적 근거에서 권위의 사회적 필요를 일정한 범위 내에서 인정하는 태도. 넷째, 합리적 근거에 기초하여 사회관이나 인간관에서 권위의 존재 이유를 인정하지 않는 태도.
권위에 대한 근본적인 의문을 던진 지두 크리슈나무르티는, 자유와 권위의 추종 사이에 놓여진 타협을 부정하였다.(동방의 별의 교단) 그는 교육을 통하여 개인의 완성을 지향하는 자유와 존재의 깨달음을 추구하는 인간에게 권위에 대한 타협이 있다면, 그것은 진정한 인간의 성장에 대한 노력을 하지 않는다고 말한다. 그리고 그는 목적이 자유라면, 시작 자체가 자유스러워야 한다. 끝과 시작은 하나이기 때문이다. 권위를 받아들이면, 곧 자유는 없어진다고 말하였다.

## 교육과 경쟁
교육대화록에서 교육과 폭력이 공존하지 않는 올바른 인간관계는, 다른 사람이 경쟁의 대상이 아닐 때 가능한 것이라고 말한다. 경쟁의 본질은 상호배타적인 목표를 달성하는 것이다. 경쟁 속에서 상대는 관계의 벽이 되고, 협력 속에서 상대는 관계의 문이 된다. 경쟁과 협력은 양립 불가능한 것이며, 경쟁 자체가 어떤 형태로든 교육의 수단으로 정당화 될 수 없는 것이라고 말한다.
공병효(孔丙孝1952 ~ )는 그의 저서《교육받은 야만인-크리슈나무르티와의 대화》에서, 상․벌을 수단으로 한 경쟁 관계는 인간의 이기심을 조장하는 행위라고 하였다. 어린이를 존경하지 않고 단지 상․벌로써 위협한다면 불안과 물건에 대한 욕망을 더욱 조장시킨다. 경쟁의 본성은 결과 지향적인 것이기 때문에, 욕망으로부터 벗어난 자유스러운 행동이 없다는 것이다. 인간이 당장 나타나는 결과만을 더 이상 추구하지 않을 때, 교사와 어린이는 처벌의 불안과 보상의 희망으로부터 자유로워지고, 모든 형태의 강제로부터 자유로워지는 것이라고 하였다. 그리고 그는 크리슈나무르티의 경쟁을 통한 상벌보상심리에서, 인간의 행동에 대한 상벌제도는 그 사회가 권위와 형식에 의존해 있다는 증거라고 말하였다. 서로 비교하고 경쟁하는 것은 인간성의 부정적인 태도를 기른다고 하면서, 경쟁 속에는 자기 과시와 자기 확대의 심리가 있다는 것이다. 그리고 경쟁과 상벌제도는 폭력과 시기심을 가져온다는 것이다. 상벌제도와 경쟁은 사회화 과정에서 습득된 인간의 욕망이라는 이중적 심리와 모순이라고 말한다.

## 경쟁과 권위
경쟁과 힘을 바탕으로 이루어진 모든 사회는 법과 제도에 매달려 있다. 그들의 정의는 권력을 향해 있고, 소수 지배자의 손에서 법과 제도가 움직여지는 한 진정한 평화란 없다. 그 사회가 평화와 올바른 관계를 이룩하려면 부모와 교사가 먼저 국가와 정부의 한계를 충분히 각성해야만 한다. 올바른 교육을 위하여 교사는 무엇보다도 스스로 모든 권위의 유혹으로부터 벗어나야만 한다.

## 같이 보기
- 동방의 별의 교단(별의 교단해산 선언문)

## 참고 문헌
- Harper & Row, Education and the Significance of Life by Jidu Krishunamurti 1981[쪽 번호 필요]

## 참조
1. ↑  공병효,《교육받은 야만인》(지두 크리슈나무르티와의 대화록) 한성문화사 1994 p.72 참조(국립중앙전자도서관 소장)
2. ↑  같은책 p.1-2 참조
3. ↑  같은 책 P.45참조
4. ↑  http://www.laborsbook.org/dic/view.php?dic_part=dic05&idx=1322
5. ↑  공병효,《교육받은 야만인》(지두 크리슈나무르티와의 대화록) 한성문화사 1994 p.72 참조
6. ↑  알피 콘(Alfie Kohn 1957년 10월 15일 ~),《경쟁을 넘어서》 비봉출판사 1995 p.7(No Contest, by Alfie Kohn) 참조
7. ↑  공병효,《교육받은 야만인》한성문화사 1994. p.97